# Chaetopteryx biloba
Chaetopteryx biloba là một loài Trichoptera trong họ Limnephilidae. Chúng phân bố ở miền Cổ bắc.